# Miquella Soemar-Huur
Miquella Manuella Quirtina Huur, gehuwd Soemar is een Surinaams politicus. Tijdens de verkiezingen van 2020 werd ze gekozen tot lid van De Nationale Assemblée. Sinds 2025 is zijn minister van Regionale Ontwikkeling en Sport.

## Biografie
Miquella Huur werd rond 1987/1988 geboren en heeft vier broers en twee zussen. Haar ouders vormen een gemengd Aukaans-Saramaccaans paar. Ze slaagde voor een bachelorgraad in bestuurskunde met als specialisatie internationale betrekkingen.
Ze is christen en was als jeugdwerker lid van het Praise Team van haar gemeente. Later werkte ze voor de nieuwsdienst van de gospelzender Radio Shalom in Paramaribo. Sinds 2015 werkte ze als beleidsmedewerker voor het ministerie van Regionale Ontwikkeling met tussendoor een jaar voor het ministerie van Ruimtelijke Ordening, Grond- en Bosbeheer. 
Ondertussen kandideerde ze in 2010 voor het lidmaatschap van het Nationaal Jeugdparlement en verwierf in haar district Wanica een zetel. Ze werd in maart 2011 verkozen tot plaatsvervangend voorzitter. Sinds 2015 is ze lid van de Algemene Bevrijdings- en Ontwikkelingspartij (ABOP). Tijdens de verkiezingen van 2020 kandideerde ze als lijstduwer op nummer 7 in Wanica op de lijst van Pertjajah Luhur (PL), waarmee de ABOP een combinatielijst voerde. Hier verraste ze door 4.784 stemmen achter zich te krijgen, waarmee ze als enige van de PL-lijst rechtstreeks werd gekozen in DNA.
Tijdens de verkiezingen van 2025 stond zij op nummer 12 van de lijst van ABOP.
Op 16 juli 2025 trad zij aan als minister van Regionale Ontwikkeling en Sport in het kabinet-Simons.